# Joseph-Alphonse Adhémar
Joseph-Alphonse Adhémar (Parigi, febbraio 1797 – Parigi, 1862) è stato un matematico e ingegnere francese.
Fu autore di libri di scienze e del primo progetto di ferrovie di circonvallazione, che ideò per un'eventuale difesa di Parigi.

### Opere
- Révolutions de la mer. Déluges périodiques, Paris 1842, 3. Aufl. 1874
- Cours de mathématiques à l'usage de l'ingénieur civil, (Paris 1832-56, 14 volumi)
- Traité de géometrie descriptive, (Paris 1834, 3. éd. 1846)
- Traité de perspective linéaire, (Paris 1838, 3. éd. 1860, übersetzt von O.Möllinger, Solothurn 1845)
- Cours de mathématiques à l'usage de l'ingénieur civil - applications de Géométrie descriptive - Ombres - Paris 1838
- Traité des ombres, (2. éd. Paris 1852)